# Три богатирі та Шамаханська цариця
«Три богатирі та Шамаханська цариця» (рос. Три богатыря и Шамаханская царица) — російський повнометражний анімаційний фільм студії «Мельніца» 2010 року, продовження франшизи про «Трьох богатирів». Фільм вийшов в російський та український прокат одночасно 30 грудня 2010 року; для українського прокату український дистриб'ютор «Синергія» не створив українського дубляжу і фільм демонструвався з оригінальною російською озвучкою.
Українською фільм було вперше дубльовано студією «Tretyakoff Production/CinemaSound Production» у 2017 році для телеканалів «Новий канал» та «ICTV».
В Росії мультфільм отримав три вікові рейтинги «0+»\«6+»\«12+», а в Україні отримав лише один віковий рейтинг «16+».

## Сюжет
Колись перша красуня східних земель Шамаханська цариця мріє повернути собі втрачену молодість і красу, для чого їй необхідно окропити Дерево молодості сльозами тисячі красунь. Але всіх красунь, які були її підданими, вона вже давним-давно знищила, бо не любила вона їх і хотіла бути єдиною красунею у своєму царстві. Тоді помічник цариці — Ворон підказує їй найпростіший план, де добути жіночі сльози. Потрібно використовуючи магічний погляд цариці, закохати в себе Князя Київського, заволодіти Руссю і змусити плакати всіх її дівчат-красунь. Легендарна Шамаханська цариця зачаровує Київського князя, і він закохується в неї, втрачаючи глузд. Але тут у справу втручаються богатирі Альоша Попович, Ілля Муромець, Добриня Микитич, а також вже добре знайомі глядачам герої: кінь Юлій, Змій Горинич, бабуся і дід Тихон. Справа, на думку богатирів, нескладна, а провітритися не завадить. Але все не так просто, як здається…

## Персонажі
- Шамаханська цариця — прекрасна цариця зі східної країни (Азербайджан, Шемаха), що володіє чаклунськими чарами. Постарівши, вона ховає своє обличчя під нікабом (крім магічних очей, які як і раніше прекрасні), і ніхто до певного моменту навіть не здогадується про те, що цариця вже стара. Мріє повернути собі втрачену молодість і колишню красу.
- Князь Київський — не історична особистість. Думка, що це князь Володимир Красне Сонечко, є, за заявою режисера, помилковим. Князь жадібний, хитрий, при цьому боягузливий. З'являвся в кожному мультфільмі серії.
- Ілля Муромець — найстарший богатир. Добрий, безкорисливий, вірить в долю, прикмети і землю руську. Одружений з журналісткою Оленкою, літописицею й феміністкою. На службі Князя Київського був, але благополучно її залишив через невдоволення князем, захищав народ і допомагав своїй літній матері по господарству.
- Альоша Попович — наймолодший богатир, дуже дурний, але веселий і чесний. Не зміг навчитися грамоті, перший його подвиг закінчився провалом, він зрозумів, що потрібно виправитися і не підвести Русь і рідне місто Ростов. У Альоші є дружина — юна красуня Любава, кінь Юлій і дядько Тихон. У Князя Київського він не служив (йому пропонували, але він відмовився).
- Добриня Микитич — богатир, який любить поспати і вважає, що сон додає сили. Як правило, Добриня не тільки сильний, але і освічений, багато знає і вміє. Веде дружбу зі Змієм Гориничем і гінцем Єлисеєм. Начальник дружини Князя Київського. Одружений з владною і господарською Настасьєю.
- Гай Юлій Цезар або просто Юлій, фантастичний кінь Олексія Поповича, який вміє говорити. Один із найсмішніших казкових персонажів. Рідне місто — Новгород. Там він прочитав багато книжок, тому назвав себе на честь римського полководця.

## Ролі озвучували
- Дмитро Биковський — Ілля Муромець
- Марія Цвєткова — Оленка
- Валерій Соловйов — Добриня Микитич
- Олена Шульман — Настасья Пилипівна
- Олег Куликович — Альоша Попович,  Змій Горинич
- Лія Медведєва — Любава
- Сергій Маковецький — Князь Київський
- Дмитро Висоцький — кінь Юлій
- Ганна Геллер — Шамаханська цариця
- Костянтин Бронзит — ворон
- Ігор Шибанов — радник
- Анатолій Петров — Тихон, сенсей
- Наталія Данилова — бабуля
- Сергій Глезін — «нормальний хлопець»
- Михайло Черняк — текст від автора

## Український дубляж
Фільм дубльовано українською студією «Tretyakoff Production/CinemaSound Production» у 2017 році для телеканалів «Новий канал» та «ICTV».
- Михайло Тишин — Ілля Муромець
- Борис Георгієвський — Добриня Микитич
- Павло Лі — Олешко Попович
- Євген Пашин — Змій Горинич
- Олег Лепенець — Князь Київський
- Тетяна Антонова — Шамаханська цариця
- Олександр Завальський — Кінь Юлій
- Юрій Кудрявець — Ворон
- Людмила Ардельян — Любава
- Дмитро Бузинський — Тихон
- Олена Узлюк — Настасія Пилипівна
- Лідія Муращенко — Оленка
- Валентина Сова — бабуля
- Євген Малуха — радник, сенсей, нормальний хлопець, оповідач

## Реліз
Фільм вперше вийшов в російський прокат 30 грудня 2010 року. Фільм вперше вийшов в український прокат 30 грудня 2010 року, для українського прокату український дистриб'ютор «Синергія» не створив українського дубляжу і фільм демонструвався з оригінальною російською озвучкою.
Український дубляж до фільму вперше було створено студією «Tretyakoff Production/CinemaSound Production» у 2017 році для телеканалів «Новий канал» та «ICTV»; показ з цим дубляжем вперше відбувся 30 грудня 2017 року.